# Ivan Lizatović
Ivan Lizatović (22 de noviembre de 1988) es un deportista croata que compite en lucha estilo grecorromana. Ganó una medalla de bronce en el Campeonato Europeo de Lucha de 2017, en la categoría de 59 kg.

## Palmarés internacional
| Campeonato Europeo | Campeonato Europeo | Campeonato Europeo | Campeonato Europeo |
| Año                | Lugar              | Medalla            | Categoría          |
| ------------------ | ------------------ | ------------------ | ------------------ |
| 2017               | Novi Sad (Serbia)  | Medalla de bronce  | 59 kg              |